# Битолски вилает
Битолският вилает (на османски турски: ولايت مناستر; на турски: Vilâyet-i Manastır) е вилает в Османската империя, създаден в 1874 година. Вилаетът е с център град Битоля. Населението на вилаета към 1911 година е 1 069 789.

## История
Според салнаме за 1877 година вилаетът Монастир е съставен от 4 санджака и 29 кази, наброява 240 651 къщи и 539 054 жители.
В началото на 1877 година вилаетът е разпуснат, като част от административна реформа, съвпадаща с обявяването на Османската конституция. Разпускането на вилаета предизвиква буря от протести както от мюсюлманските, така и от християнските му жители. Създаден е нов Битолски санджак, подчинен на Солунския вилает, а санджаците Призрен и Скопие са предадени на новосъздадения Косовски вилает. Това дава по-голяма свобода на албанците от Северна Македония да се занимават с бандитизъм. През март избухва бунт и пред портата са изпратени големи посолства за възстановяне на вилаета и той отново е създаден в 1879 година. В 1878 година Призренската лига излиза с предложение Шкодренски, Янински, Косовски и Битолски вилает да се обединят в единен Албански вилает.
Битолският вилает е окупиран по време на Балканската война в 1912 година, а след това територията му е разделена между Кралство Гърция, Кралство Сърбия и Княжество Албания.

## Демография
Има много оценки на състава на Битолския вилает, като последната е публикувана на 21 декември 1912 година. Според тази публикация общото население на вилаета към 1912 година е около 747 000 жители, от които повечето са българи християни и албанци мюсюлмани:
| Етнос             | Брой    |
| българи християни | 331 000 |
| албанци мюсюлмани | 219 000 |
| власи             | 65 000  |
| гърци             | 62 000  |
| смесени           | 35 000  |
| българи мюсюлмани | 24 000  |
| турци мюсюлмани   | 11 500  |
| общо              | 747 000 |

В началото на XX век процентът на чифлишките, смесените и свободните екзархийски села в Солунски, Скопски и Битолски вилает е:
| Вилаети         | % чифлишки села | % смесени села | % свободни |
| --------------- | --------------- | -------------- | ---------- |
| Солунски вилает | 46,10           | 6,15           | 47,75      |
| Битолски вилает | 14,68           | 26,30          | 59,02      |
| Скопски вилает  | 30,00           | 20,00          | 50,00      |

## Административно деление
Първоначално Битолският вилает е разделен на следните санджаци:
- Битолски санджак
- Призренски санджак
- Скопски санджак
- Дебърски санджак
- Шкодренски санджак

След административните реформи в 1877 година някои части от Битолския вилает са отстъпени на новосъздадените Шкодренски (1867) и Косовски вилает.
Административното деление на Битолския вилает в 1880 година е:
- Битолски санджак
  - Битолска каза
  - Леринска каза
  - Кичевска каза
  - Прилепска каза
  - Охридска каза
  - Преспански мюдюрлук
  - Ресенски мюдюрлук
  - Екшисуйски мюдюрлук
  - Мариовски мюдюрлук
- Корчански санджак
  - Кочанска каза
  - Старовска каза
  - Колонийска каза
  - Костурска каза
  - Хрупищки мюдюрлук
  - Биглищки мюдюрлук
  - Опарски мюдюрлук

В 1889 година независимият дотогава Серфидженски санджак е придаден към Битолския вилает.

## Валии
Битолски вилает
| Име                            | Години                        |
| ------------------------------ | ----------------------------- |
| Али Саиб паша Гюрчю            | юли 1874 – януари 1875        |
| Мехмед Рефет паша Байтар       | януари 1875 – юни 1875        |
| Мехмед Редиф паша Бурсалъ      | юни 1875 – септември 1875     |
| Али Саиб паша Гюрчю            | септември 1875 – май 1876     |
| Ибрахим Дервиш паша Ловчалъ    | май 1876 – декември 1876      |
| Абди паша Черкез               | декември 1876 – април 1877    |
| Асаф паша                      | април 1877 – март 1879        |
| Ахмед Мухтар паша Катърджиоглу | март 1879 – август 1880       |
| Ахмед Еюб паша                 | август 1880 – октомври 1884   |
| Али Кемали паша Сьолемезоглу   | октомври 1884 – август 1887   |
| Халил Рифат паша               | август 1887 – юни 1889        |
| Ахмед Еюб паша                 | юни 1889 – октомври 1889      |
| Мехмед Фаик паша Селаникли     | октомври 1889 – април 1895    |
| Абдулкерим паша Бурсалъ        | април 1895 – декември 1901    |
| Хасан Едип паша                | декември 1901 – февруари 1903 |
| Али Ръза паша                  | януари 1903 – август 1903     |
| Ебубекир Хазъм бей             | август 1903 – декември 1906   |
| Ахмед Решид бей                | декември 1906 – февруари 1907 |
| Хъфзъ паша                     | февруари 1907 – ноември 1908  |
| Хюсеин Фахри паша              | ноември 1908 – октомври 1909  |
| Халил бей                      | октомври 1909 – ноември 1910  |
| Мехмед Решид паша Мектубизаде  | ноември 1910 – януари 1912    |
| Али Мюниф бей                  | януари 1912 – август 1912     |
| Бехчет Юсуф бей                | август 1912                   |